# Płaskosz żurawiny
Płaskosz żurawiny (Exobasidium rostrupii Nannf.) – gatunek grzybów z rodziny płaskoszowatych (Exobasidiaceae).

## Systematyka i nazewnictwo
Pozycja w klasyfikacji według Index Fungorum: Exobasidium, Exobasidiaceae, Exobasidiales, Exobasidiomycetidae, Exobasidiomycetes, Ustilaginomycotina, Basidiomycota, Fungi.
Po raz pierwszy opisał go w 1981 r. John Axel Nannfeldt. Drugim członem naukowej nazwy upamiętnił mykologa Emila Rostrupa. Polską nazwę zarekomendowała Komisja do spraw polskiego nazewnictwa grzybów.
Przed pojawieniem się pracy Nannfeldta Exobasidium rostrupii traktowany był jako synonim Exobacidium oxycocci.

## Charakterystyka
Grzyb pasożytniczy atakujący żurawinę i powodujący czerwoną plamistość liści żurawiny. Na górnej powierzchni porażonych liści pojawia się jedna lub kilka błyszczących czerwonych plam. Porażone liście często mają bardziej okrągły kształt, niż normalne, zdrowe. Plamy mogą się zlewać, tworząc duże plamy. Dolna powierzchnia liścia poniżej plam pokryta jest kremowymi zarodnikami patogenu. Ogonek i łodyga mogą ulec zakażeniu, powiększyć się i zmienić kolor na czerwony. Owoce są atakowane sporadycznie. Zaczerwienione tkanki często stają się czarne, ponieważ są atakowane przez grzyba Mycosphaerella nigromaculans. Przy intensywnej infekcji obydwa patogeny czasami powodują poważne szkody na plantacji żurawiny.
Znane jest występowanie tego gatunku w Ameryce Północnej, Europie i Azji. Na żurawinie może pasożytować także Exobasidium oxycocci, jednak wywołuje on zupełnie inne objawy etiologiczne. Pomylenie tych gatunków jest mało prawdopodobne.